# Come Saturday Morning
Come Saturday Morning ist das fünfte Studioalbum von Liza Minnelli. Es erschien 1969; benannt wurde es nach dem Titelsong des Kinofilms Pookie, in dem Minnelli im selben Jahr die Hauptrolle spielte.

## Hintergrund
Mit Come Saturday Morning folgte nach Liza Minnelli von 1968 Minnellis zweites Studioalbum, wofür sie vordergründig zeitgenössische Popsongs einspielte.
Nach dem Misserfolg der LP Liza Minnelli erwog A&M bereits einen möglichen Bruch mit Minnelli, doch nach dem Erfolg des Films Pookie, dessen Titelsong Come Saturday Morning von der Gruppe The Sandpipers interpretiert wurde, entschied man sich dafür, ein weiteres Album mit ihr aufzunehmen; Come Saturday Morning wurde als eine ihrer Neuinterpretationen in die Arrangements eingebaut.
Mit Nevertheless fand auch ein Lied aus der Tin-Pan-Alley-Zeit der frühen 1930er Jahre Eingang ins Album. Erstmals nahm Liza Minnelli für eines ihrer Studioalben keinen Song ihrer favorisierten Musical-Komponisten Fred Ebb und John Kander auf.

## Trackliste
1. Come Saturday Morning (Dory Previn, Fred Karlin) – 1:46
2. Raggedy Ann & Raggedy Andy (Bergman, Bergman, Marks) – 3:30
3. Leavin’ on a Jet Plane (John Denver) – 3:15
4. Wailing of the Willow (Harry Nilsson) – 2:01
5. Nevertheless (Kalmar, Ruby) – 2:55
6. Wherefore and Why (Gordon Lightfoot) – 2:33
7. Love Story (Randy Newman) – 2:21
8. On a Slow Boat to China (Loesser) – 3:19
9. Don’t Let Me Lose This Dream (Franklin, White) – 3:00
10. Simon (Peter Allen) – 3:09
11. MacArthur Park/Didn’t We? (Jimmy Webb) – 4:04

Keiner der vorhandenen Tracks wurde als Single ausgekoppelt.

## Rezeption
Der Musikkritiker William Ruhlmann stellt Liza Minnellis künstlerische Vielfalt fest. Sie interpretierte die zeitgenössischen Popsongs mit Leichtigkeit; jedoch lägen ihr klassische Stücke wie Nevertheless hörbar näher. Der Traditional Pop sei eher ihr musikalisches Element. Trotz des Erfolgs von Pookie und seines Titelsongs sei der kommerzielle Misserfolg dieses Albums vorhersehbar gewesen.